# Sabina Moya
Sabina Moya Rivas (* 27. Januar 1977 in Turbo) ist eine ehemalige kolumbianische Speerwerferin.

## Sportliche Laufbahn
Erste internationale Erfahrungen sammelte Sabina Moya 1992 bei den Jugendsüdamerikameisterschaften in Santiago de Chile, bei denen sie im Speerwurf mit einer Weite von 42,40 m die Silbermedaille gewann und im Diskuswurf mit 36,74 m auf den sechsten Platz gelangte. Zwei Jahre später schied sie bei den Juniorenweltmeisterschaften in Lissabon mit 36,78 m in der Qualifikation aus, ehe sie bei den Juniorenweltmeisterschaften 1996 in Sydney mit 50,40 m auf den zehnten Platz gelangte. 1997 gewann sie bei den Ibero-Amerikanischen Meisterschaften in San Juan mit einem Wurf auf 55,94 m die Bronzemedaille hinter der Kubanerin Osleidys Menéndez und Laverne Eve von den Bahamas. Anschließend gewann sie bei den Südamerikameisterschaften in Mar del Plata mit 55,30 m die Silbermedaille hinter ihrer Landsfrau Zuleima Araméndiz. Auch bei den Juegos Bolivarianos in Arequipa gewann sie mit 49,94 m die Silbermedaille und musste sich dabei erneut Araméndiz geschlagen geben. 1998 siegte sie bei den Ibero-Amerikanischen Meisterschaften in Lissabon mit 58,65 m und anschließend auch bei den Südamerikaspielen in Cuenca mit 54,08 m. Im Jahr darauf siegte sie erstmals bei den Südamerikameisterschaften in Bogotá mit 58,81 m und qualifizierte sich damit auch für die Weltmeisterschaften in Valencia, bei denen sie aber mit 47,27 m nicht bis in das Finale gelangte. 
Im Jahr 2000 wurde Moya bei den Ibero-Amerikanischen Meisterschaften in Rio de Janeiro mit einer Weite von 55,16 m Vierte, konnte aber dennoch an den Olympischen Spielen in Sydney teilnehmen, bei denen sie aber mit 49,16 m in der Qualifikation ausschied. Im Jahr darauf siegte sie bei den Juegos Bolivarianos in Ambato mit 55,58 m und 2002 siegte sie bei den Ibero-Amerikanischen Meisterschaften in Guatemala-Stadt mit 62,62 m. Anschließend gewann sie bei den Zentralamerika- und Karibikspielen in San Salvador mit 55,73 m die Silbermedaille hinter ihrer Landsfrau Araméndiz. 2003 siegte sie mit 58,30 m erneut bei den Südamerikameisterschaften in Barquisimeto und nahm anschließend erstmals an den Panamerikanischen Spielen in Santo Domingo teil, bei denen sie mit 60,17 m auf Platz vier gelangte. Auch nahm sie erneut an den Weltmeisterschaften in Paris teil und schied dort mit 55,75 m erneut in der Qualifikation aus. Im Jahr darauf belegte sie bei den Ibero-Amerikanischen Meisterschaften in Huelva mit 54,17 m Rang sechs und 2006 gewann sie bei den Südamerikameisterschaften in Tunja mit 54,52 m die Bronzemedaille hinter der Brasilianerin Alessandra Resende und Landsfrau Araméndiz. In den beiden folgenden Jahren bestritt sie nur noch vereinzelt Wettkämpfe und beendete schließlich 2008 im Alter von 31 Jahren ihre Karriere als Profisportlerin.
2003 wurde Moya kolumbianische Meisterin im Speerwurf.